# Euphorbia leucocephala
Euphorbia leucocephala là một loài thực vật có hoa trong họ Đại kích. Loài này được Lotsy mô tả khoa học đầu tiên năm 1895.

## Hình ảnh

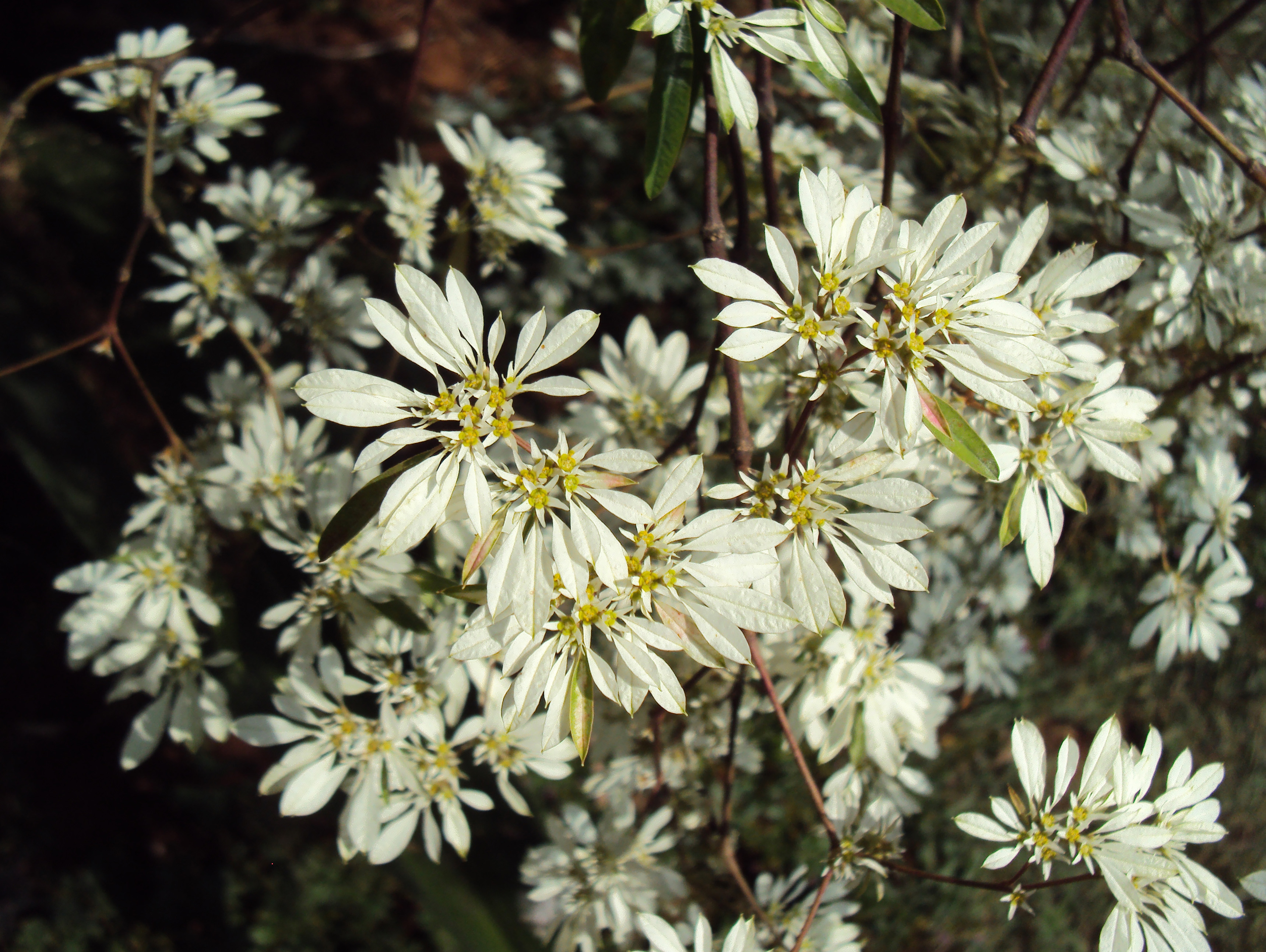
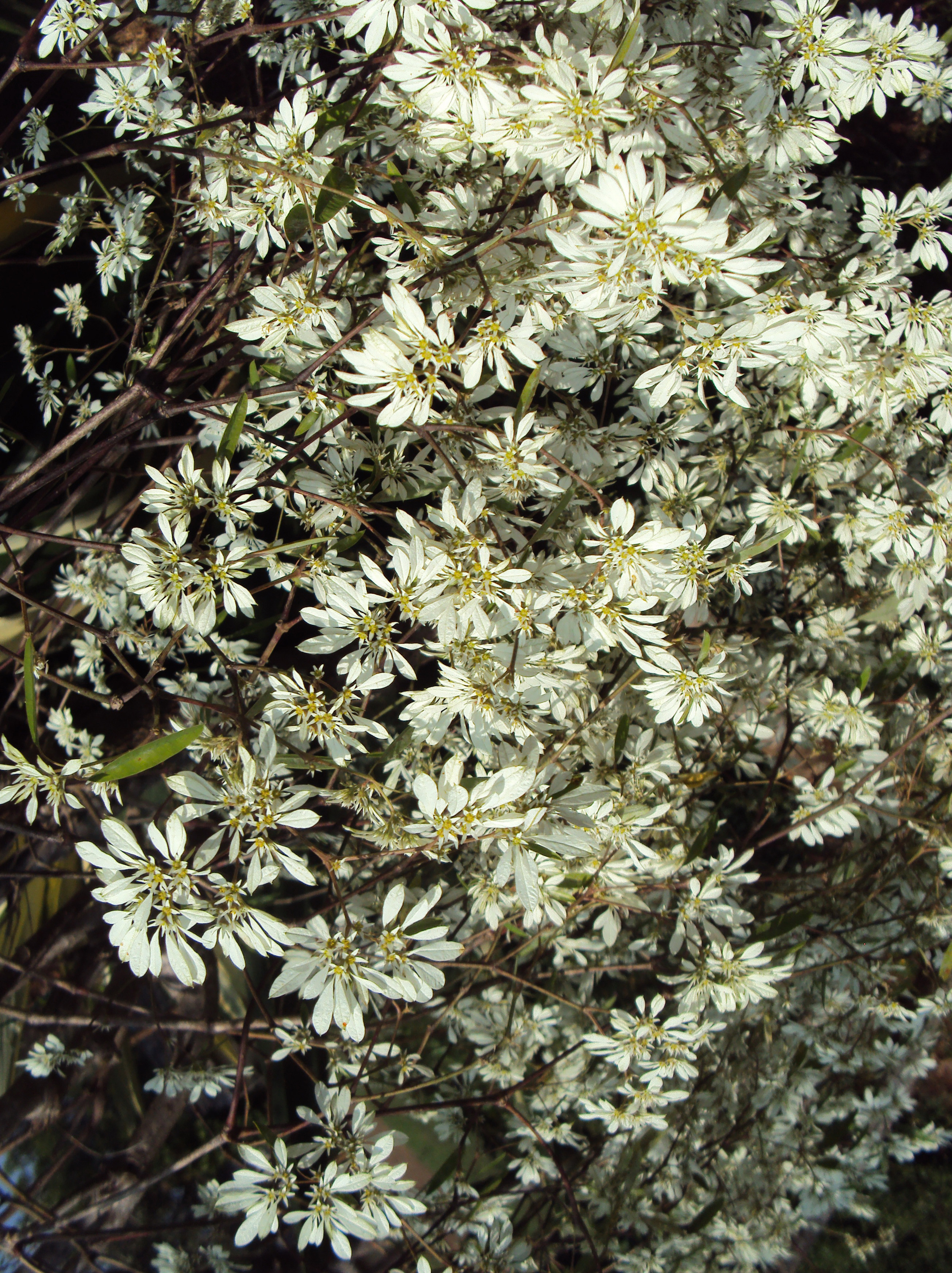
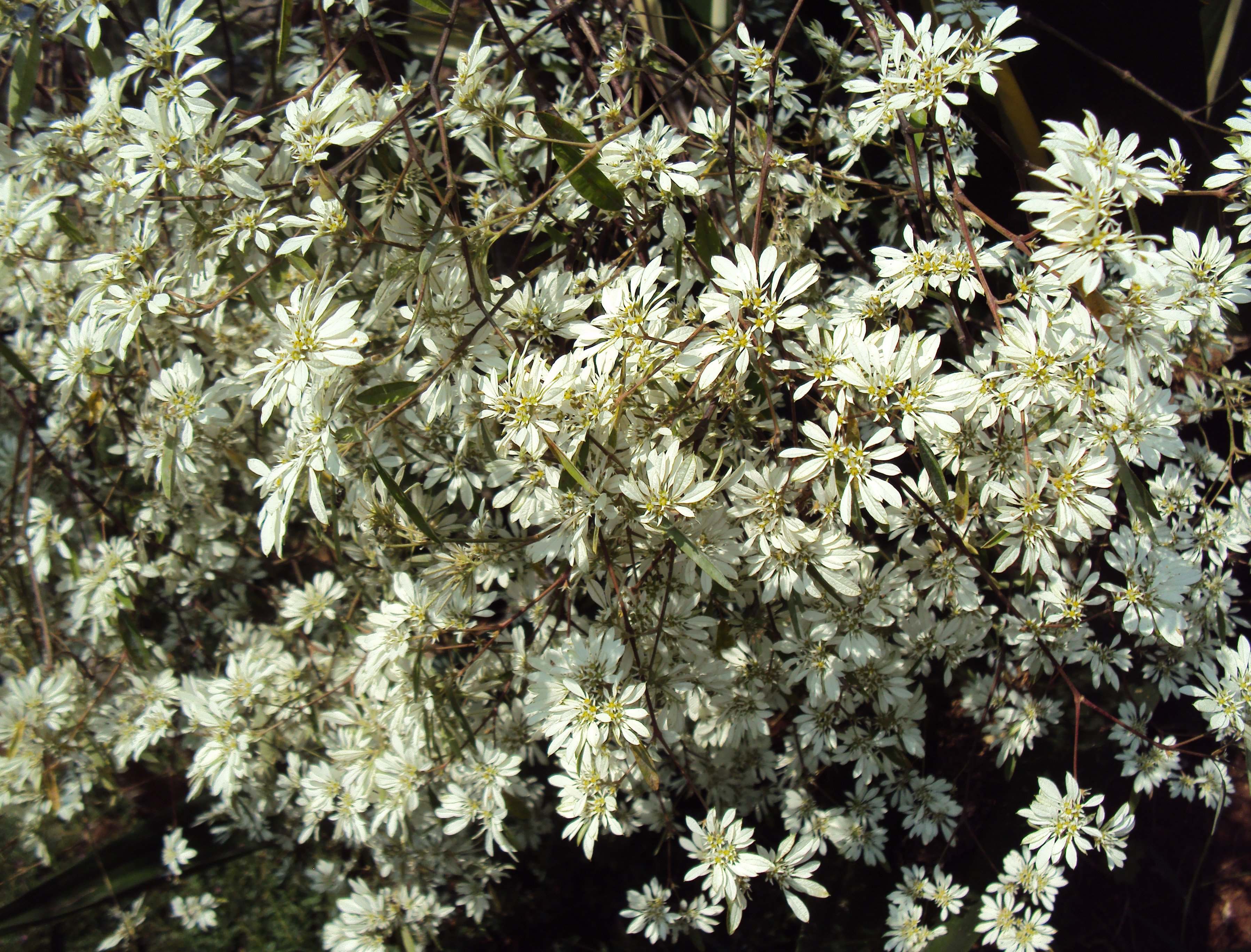
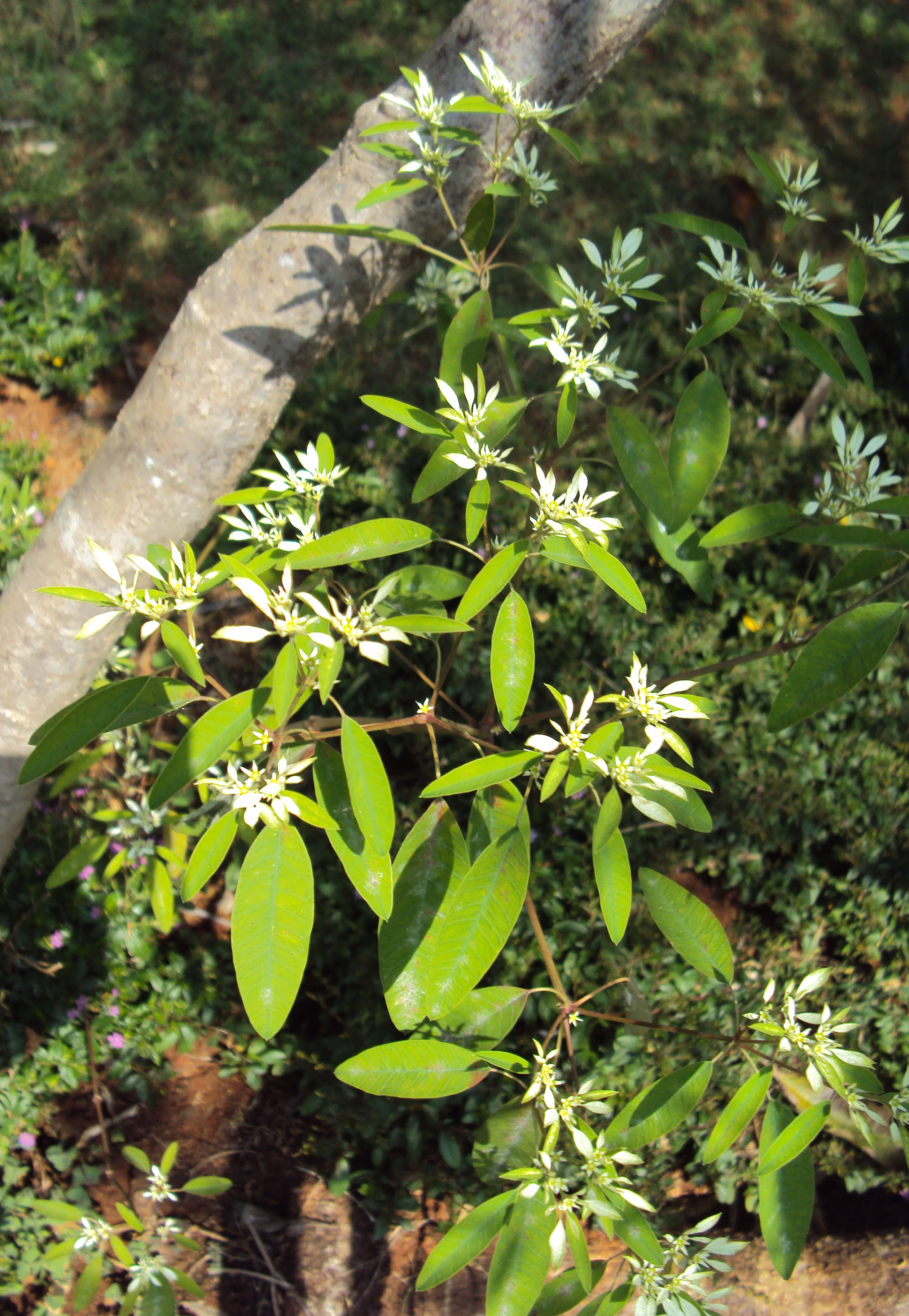